# Wijken en buurten in Enkhuizen
De Nederlandse gemeente Enkhuizen is voor statistische doeleinden door het Centraal Bureau voor de Statistiek onderverdeeld in wijken en buurten. De gemeente is verdeeld in de volgende statistische wijken:
- Wijk 00 (CBS-wijkcode:038800)
- Wijk 01 (CBS-wijkcode:038801)

Een statistische wijk kan bestaan uit meerdere buurten. Onderstaande tabel geeft de buurtindeling met kentallen volgens het Centraal Bureau voor de Statistiek (2008):
| CBS-buurtcode | Buurtnaam                        | Inwonertal | Opp. totaal (ha) | Opp. land (ha) | Ligging                |
| ------------- | -------------------------------- | ---------- | ---------------- | -------------- | ---------------------- |
| BU03880000    | Centrum Vissersbuurt Oosterhaven | 3380       | 99               | 85             | Locatie in de gemeente |
| BU03880001    | Havenbuurt Snouck van Loosenpark | 240        | 76               | 71             | Locatie in de gemeente |
| BU03880002    | Boerenhoek Molenweg Burgwal      | 3230       | 52               | 48             | Locatie in de gemeente |
| BU03880003    | Enkhuizen-Noord                  | 1460       | 133              | 131            | Locatie in de gemeente |
| BU03880100    | Westeinde                        | 220        | 213              | 205            | Locatie in de gemeente |
| BU03880101    | Kadijken                         | 2050       | 290              | 275            | Locatie in de gemeente |
| BU03880102    | Oude Gouw-Gommerwijk             | 7110       | 188              | 173            | Locatie in de gemeente |
| BU03880103    | Oosterdijk                       | 100        | 257              | 252            | Locatie in de gemeente |